# Resolução 161 do Conselho de Segurança das Nações Unidas
Resolução 161 do Conselho de Segurança das Nações Unidas, foi aprovada em 21 de fevereiro de 1961, depois de constatar o assassinato de Patrice Lumumba, Maurice Mpolo e Joseph Okito e um relatório do Representante Especial do Secretário-Geral, o Conselho apelou as Nações Unidas a tomar imediatamente medidas para evitar a ocorrência de uma guerra civil no Congo, até que o uso da força é necessário. O Conselho apelou ainda à retirada de todas as forças paramilitares belgas e outros militares estrangeiros e mercenários não com as Nações Unidas e apelou a todos os Estados a tomar medidas para negar o transporte e outros serviços para esse pessoal que se deslocam para o Congo. O Conselho decidiu também que iria lançar uma investigação sobre a morte de Lumumba e seus colegas, prometendo punição para os responsáveis.
Foi aprovada com 9 votos, e duas abstenções da França e da União Soviética.